# Anandnagar
Anandnagar é uma vila e uma nagar panchayat no distrito de Maharajganj, no estado indiano de Uttar Pradesh.

## Geografia
Anandnagar está localizada a 27° 06′ N, 83° 17′ L. Tem uma altitude média de 88 metros (288 pés).

## Demografia
Segundo o censo de 2001, Anandnagar tinha uma população de 10,181 habitantes. Os indivíduos do sexo masculino constituem 53% da população e os do sexo feminino 47%. Anandnagar tem uma taxa de literacia de 72%, superior à média nacional de 59.5%; com 57% para o sexo masculino e 43% para o sexo feminino. 15% da população está abaixo dos 6 anos de idade.